# Hoplodrina amurensis
Hoplodrina amurensis är en fjärilsart som beskrevs av Otto Staudinger 1892. Hoplodrina amurensis ingår i släktet Hoplodrina och familjen nattflyn. Inga underarter finns listade i Catalogue of Life.